# Rockland (hrabstwo La Crosse)
Rockland – wieś w Stanach Zjednoczonych, w stanie Wisconsin, w hrabstwie La Crosse.